# Jeff Greenstein
Jeff Greenstein er en amerikansk tv-forfatter, producer og instruktør. Hans arbejde omfatter Desperate Housewives, Will & Grace og Venner. Han har instrueret alle fjorten episoder af web-serien Husbands.
Greenstein blev født i Atlanta, Georgia. Han gik på The Lovett Skole og Riverwood High School og dimitterede fra Tufts University i 1984.

## Filmografi
- The Charmings (forfatter)[1]
- Mr. Belvedere (forfatter - 1 episode, 1988)
- Charles in Charge (forfatter - 1 episode, 1989)
- Dream On[2]
- Incredi-Girl (creator/co-executive producer - TV movie, 1993)
- Friends (forfatter - 4 episoder, 1994–1995) (supervising producer - 23 episoder, 1994–1995) [3]
- Partners (co-showrunner/co-creator, 1995 – 1996)[4]
- Getting Personal (forfatter/executive producer, 1998)[5]
- Will & Grace (hoved forfatter, showrunner)[2]
- Jake in Progress (forfatter - 1 episode, 2005) (executive producer - 1 episode, 2006)
- Desperate Housewives (forfatter/director/producer)[2][6]
- The Rich Inner Life of Penelope Cloud (forfatter/executive producer - TV movie, 2007) [7]
- Parenthood[2]
- State of Georgia (creator/forfatter/executive producer - 2011)
- Husbands (director/executive producer)[2]
- Way to Go (forfatter/director - 1 episode, 2013)
- Mom (director - 11 episoder, 2013–2015)
- The Odd Couple (director - 4 episoder, 2016)
- 9JKL (director - 2 episoder, 2017)
- Happy Together (director - 2 episoder, 2018)
- The Neighborhood (director - 3 episoder, 2018–2019)
- "RVs and Cats" (director - TV special, 2020)